# Noël Lee
Noël Dayton Lee (Nanking, 25 december 1924 – Parijs, 15 juli 2013) was een Amerikaans-Frans componist, muziekpedagoog en pianist.

## Levensloop
Lee kreeg zijn eerste pianoles op vijfjarige leeftijd in Lafayette en al in het volgende jaar had hij zijn eerst openbaar concert. Hij studeert compositie aan de Harvard-universiteit in Cambridge bij Walter Piston, Irving Fine en Tillman Merritt. Verder studeert hij aan de Longy School of Music of Bard College en piano aan het New England Conservatory in Boston. Na de Tweede Wereldoorlog kon hij met een studiebeurs in 1948 naar Parijs en studeerde aldaar bij Nadia Boulanger.
In 1953 en 1954 ontvangt hij voor zijn werken de Prix Lili Boulanger als een prijs van het Louisville Symphony Orchestra; het is tegelijkertijd het begin van zijn internationale carrière als componist en pianist. Hij ontving zowel als componist en als pianist verdere onderscheidingen zoals de Academy Award van de American Academy of Arts and Letters voor zijn creatief werk in 1959 en hij werd twee keer laureaat van de Fondation de France. Hij werd onderscheiden als commandeur in de Orde van Kunst en Letteren in 1998 en ontving in 1999 door de stad Parijs de Grand Prix de la Musique. In 2002 werd hij genaturaliseerd.
Lee is internationaal bekend als pianist en begeleider. Zijn repertoire is zeer breed en hij speelde vrijwel alle literatuur van kamermuziek met piano tot over 40 verschillende pianoconcerten. Met een intense en extreme gevoeligheid kon hij met zijn voordrachten in zeer verschillende werelden invoeren. Zijn discografie omvat meer dan tweehonderd opnamen als solist en zijn opnames voor piano met vier handen of twee piano's met Christian Ivaldi worden meestal als referenties beschouwd. Als begeleider van zangers en zangeressen werkte hij met Anne-Marie Rodde, Bernard Kruysen, Udo Reinemann en François Le Roux.
Hij werkte ook als gast-docent aan de Brandeis University in Waltham, de Cornell University in Ithaca en het Dartmouth College in Hanover.
Als componist schreef hij werken voor orkest, harmonieorkest, kamermuziek, vocale muziek en filmmuziek. Verder voltooide hij diverse onvoltooide pianowerken van Franz Schubert en schreef cadensen voor pianoconcerten van Wolfgang Amadeus Mozart en Ludwig van Beethoven. Vanzelfsprekend componeerde hij vele pianostukken, liederen (op teksten van Charles Baudelaire, Victor Hugo, Paul Verlaine, Alfred de Musset, Stéphane Mallarmé en Federico García Lorca) en was ook als arrangeur bezig.

## Composities

### Werken voor orkest
- 1952-1957 Capriccio "sur le retour d'amis bien-aimés", voor orkest
- 1953 rev.1992 Dance Fantasy, voor orkest
- 1954 Ouverture et Litanies, voor strijkorkest
- 1958 Diversions, voor kamerorkest
- 1958 Profile, voor orkest
- 1975 Caprices sur le nom de Schönberg, voor piano en orkest
- 1986 Triptyque, voor viool, piano en orkest
- 1998 Masques et Gigue, voor piano en orkest
- 1999 Le tombeau d’Aaron Copland, voor piano, klarinet en strijkorkest
- Variations, voor orkest

### Werken voor harmonieorkest
- 1973 Errances

### Vocale muziek

#### Oratoria
- 1954 Paraboles, oratorium in zes delen voor tenor, gemengd koor (S,MS,A,T,Bar,B) en orkest - tekst: Paul Valéry

#### Cantates
- 1952 rev.1977 Rhapsodies from the unknown prophet, cantate voor spreker, 5 solisten, gemengd koor en orkest (of 2 piano's) - tekst: Bijbel

#### Werken voor koor
- 1957 rev.1981 Devouring time, voor vocaal kwartet (SATB) of kamerkoor en piano - tekst: William Shakespeare "Sonnet XIX"
- 1993 Ronde des Compagnons, voor driestemmig mannenkoor (T,Bar,B) - tekst: François Rabelais
- 2007 Je vis, je meurs, voor vrouwenkoor - tekst: Louise Labé
- 2008 By the Waters of Babylon, voor vrouwenkoor en piano vierhandig - tekst: Psalm 137

#### Liederen
- 1953 Quatre chants de Hamlet, voor mezzosopraan (of bariton) en piano - tekst: William Shakespeare
  1. How should I your true love know?
  2. Tomorrow is St. Valentine's Day
  3. They bore him bare-fac'd
  4. The Grave Digger’s Song
- 1955 Cinq chants de Lorca, voor sopraan, dwarsfluit en gitaar - tekst: Federico García Lorca
  1. La luna y la muerte
  2. Arbolé, arbolé
  3. El niño mudo
  4. Galán
  5. Murió al almanecer
- 1955 Three intimate songs, voor sopraan en piano - tekst: Paul Makanowitzky
  1. I trampled the sands
  2. Cherish the trees
  3. It's nothing, really
- 1956 Quatre ballades, zangcyclus voor sopraan en piano - tekst: Catherine Pozzi
  1. Ave
  2. Maya
  3. Nova
  4. Vale
- 1956 Summer aria and Spring aria from "Tale for a Deaf Ear", voor sopraan, dwarsfluit en gitaar
- 1957 rev.1970 Sonnets of summer and sorrow, zangcyclus voor bas-bariton, hoorn en piano - tekst: vier sonnetten van William Shakespeare 
  1. Shall I compare thee to a summer's day?
  2. That time of year
  3. My love is a fever
  4. When in disgrace with fortune and men's eyes
- 1959 Seis canciones amarillas, zangcyclus voor sopraan en piano - tekst: Federico García Lorca
  1. Agosto
  2. Nocturno
  3. Clamor
  4. El silencio
  5. Sorpresa
  6. Paisaje
- 1971 Quatre chants sur Baudelaire, voor mezzosopraan en piano - tekst: Charles Baudelaire
  1. Étonnants voyageurs
  2. La Cloche fêlée
  3. L'Étranger
  4. Le Vin des amants
- 1976 Songs of Calamus, zangcyclus voor hoge zangstem en klein instrumentaal ensemble (klarinet, cello, piano en slagwerk) - tekst: Walt Whitman
  1. I will make the continent
  2. To a stranger
  3. I will plant companionship
  4. O you whom I often and silently come
  5. Trickle drops
  6. Earth, my likeness
- 1979 Three Songs from Shakespeare, voor bariton en gitaar - tekst: William Shakespeare 
  1. Take, O take those lips away
  2. The Gravedigger's Song
  3. Orpheus
- 1982 Three Songs from Shakespeare, voor tenor, klarinet, cello en vibrafoon - tekst: William Shakespeare
  1. Take, O take those lips away
  2. Orpheus
  3. Who is Silvia?
- 1987 Azurs, voor mezzosopraan en piano - tekst: Arthur Rimbaud
  1. Marine
  2. Phrase
  3. L'Éternité
  4. Mouvement
- 1996 Orpheus with his lute, voor mezzosopraan en harp
- 1996 Sonnets de soleil, de sanglots, voor bas-bariton, klarinet, hoorn, contrabas, piano en slagwerk - tekst: Sonnetten van William Shakespeare
- 2008 Joli cœur & Mort au petit matin, voor hoge zangstem en strijkkwartet - tekst: Federico García Lorca
- 2008 La nuit à mes chants, voor middenstem en strijkkwartet - tekst: Victor Hugo
- 2008 Take, O take those lips away, voor bariton en strijkkwartet - tekst: William Shakespeare

### Kamermuziek
- 1952 rev.1987 Partita, voor hobo, klarinet, fagot, hoorn en piano
- 1953 Variations, voor dwarsfluit, viool, cello en klavecimbel
- 1956 Strijkkwartet
- 1958 Dialogues, voor viool en piano
- 1960 Deux mouvements pour trio, voor viool, cello en piano
- 1966 Commentaires sur un thème d’Aaron Copland, voor trompet, klarinet en piano
- 1971 L’ami, L’adoré, voor viool, cello, hoorn en piano
- 1972 Convergences, voor dwarsfluit en klavecimbel
- 1980 Trièdre, voor viool en piano
- 1981 Variations antiques, voor dwarsfluit en piano
- 1984 Pavane, voor 2 dwarsfluiten, en piano driehandig
- 1987 Trois Préludes, voor dwarsfluit, altfluit en piano
- 1992 Trois Fantaisies, voor dwarsfluit en gitaar
- 1993 Andantino et Variations, voor dwarsfluit, harp en strijktrio
- 1993 Le tombeau d’Aaron Copland, voor piano, klarinet en strijkkwartet
- 1994 Gestes, Traces, Echos, voor hoorn, cello en piano
- 1997 Interstices, voor klarinet (of saxofoon) en piano
- 1998 Sérénade en quatuor, voor dwarsfluit en strijktrio
- 2000 Répliques, voor 3 dwarsfluiten (of 3 barokfluiten)
- 2006 Gambades, voor dwarsfluit, saxofoon, harp en piano

### Werken voor orgel
- 1989 Mosaïques

### Werken voor piano
- 1951 rev.1976 Trois Préludes
- 1952 rev.1990 Capriccio Scherzoso, voor piano vierhandig
- 1952 rev.1974 Fantaisie autour d’ut, voor twee piano's
- 1955 rev.1968 Sonate en un mouvement
- 1959 Sonatine
- 1961 4 Études pour piano - série nr. 1
  1. Sur un rythme de Béla Bartók
  2. Aux sonorités variées
  3. Aux sons aigus
  4. Pour les notes graves
- 1967 4 Études pour piano - série nr. 2
  1. Pour un jeu lié
  2. Aux effets sonores
  3. Pour lavélocité
  4. Sur des accords de Charles Ives
- 1977 Chroniques
- 1979 Diversions, voor piano vierhandig
  1. Défilé
  2. Gambades
  3. Rencontre
  4. Embrasement
- 1981 Chroniques
- 1992 Cinq Préludes prolongés
- 1996 Distances
- 1998 Bartók Revisited, voor twee piano's
- 2002 Commentaires autour d’un thème de Haydn

### Filmmuziek
- 1953 Our Drawings
- 1957 L'Acier Roi
- 1957 Profondeur 4000
- 1961 Vingt minutes à Sollac